# Charles Claude Jacquinot

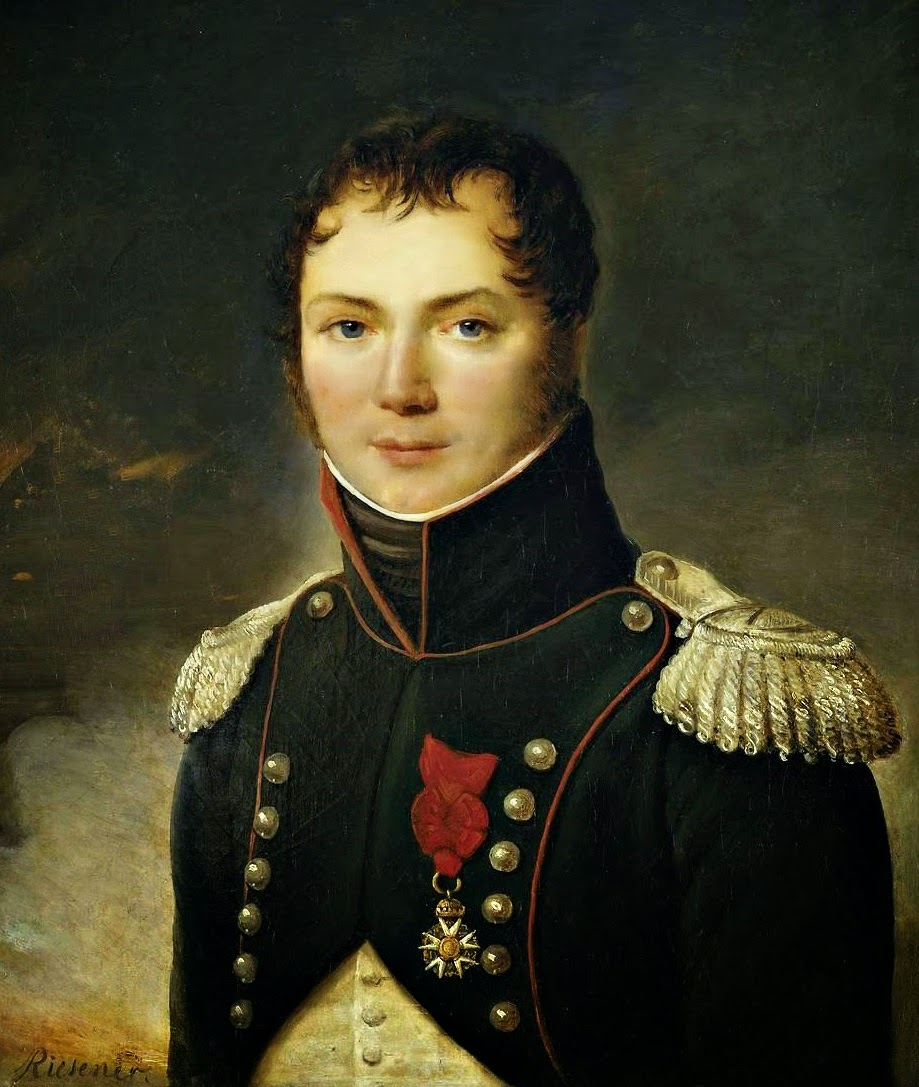
Charles Claude Jacquinot

Charles Claude Jacquinot (* 3. August 1772 in Melun; † 24. April 1848 in Metz) war ein französischer General in der Kavallerie.

## Leben und Wirken
Jacquinot war der Sohn eines städtischen Beamten. 1791 kam er mit neunzehn Jahren als Kadett an die Militärakademie von Pont-à-Mousson. Er machte sehr schnell Karriere und wurde 1795 zum Aide-de-camp von General Pierre Riel de Beurnonville befördert.
In der Schlacht bei Hohenlinden (3. Dezember 1800) kommandierte Jacquinot als Stellvertreter von General Louis Pierre de Montbrun (1770–1812) und wurde dabei verwundet.
Als Aide-de-camp von General Géraud Christophe Michel Duroc nahm er an der Schlacht bei Austerlitz (2. Dezember 1805) teil und vor Jena (14. Oktober 1806) kommandierte er das 11e régiment de chasseurs à cheval. Auch vor Abensberg (19./20. April 1809), Raab (14. Juni 1809) und Wagram (5./6. Juli 1809) konnte er sich durch Tapferkeit auszeichnen.
1812, als Napoleon seinen Krieg gegen Russland plante, wechselte Jacquinot in dessen Stab. Er nahm an den Kämpfen bei Ostrowno (25./26. Juli 1812), Schlacht um Smolensk (17./18. August 1812) und an der Beresina (25./26. November 1812) teil. 
Jacquinot kämpfte tapfer bei Dennewitz (6. Oktober 1813), vor Leipzig (16./19. Oktober 1813) und zusammen mit General Horace-François Sébastiani nahm er an den Kämpfen bei Bar-sur-Aube (27. Februar 1814) und Saint-Dizier (26. März 1814) teil. 
Nach der Schlacht bei Paris (30. März 1814) und der Abdankung Napoleons (→Abdikation) wurde General Jacquinot nach Wien abkommandiert, um den Austausch der Kriegsgefangenen in die Wege zu leiten und zu beaufsichtigen. Als Napoleon die Insel Elba verließ und dessen „Herrschaft der Hundert Tage“ begannen, schloss sich auch Jacquinot ihm wieder an. 
Nach der Schlacht bei Waterloo (18. Juni 1815) wurde General Jacquinot seines Amtes nicht enthoben und auch nach der Julirevolution von 1830 blieb er in Amt und Würden. Er hatte nacheinander einige Führungspositionen inne und war 1835 in Metz stationiert. König Louis-Philippe I. entließ General Jacquinot am 28. August 1836 offiziell in den Ruhestand. Jacquinot ließ sich in Metz nieder und starb dort am 24. April 1848.

## Ehrungen
- 1814 Grand Officier der Ehrenlegion
- 1814 Österreichisch-kaiserlicher Leopold-Orden
- 1844 Großkreuz der Ehrenlegion
- Sein Name findet sich am östlichen Pfeiler (20. Spalte) des Triumphbogens am Place Charles-de-Gaulle (Paris)